# Aschistodon
Aschistodon là một chi rêu trong họ Ditrichaceae.